# Capri (Italia)

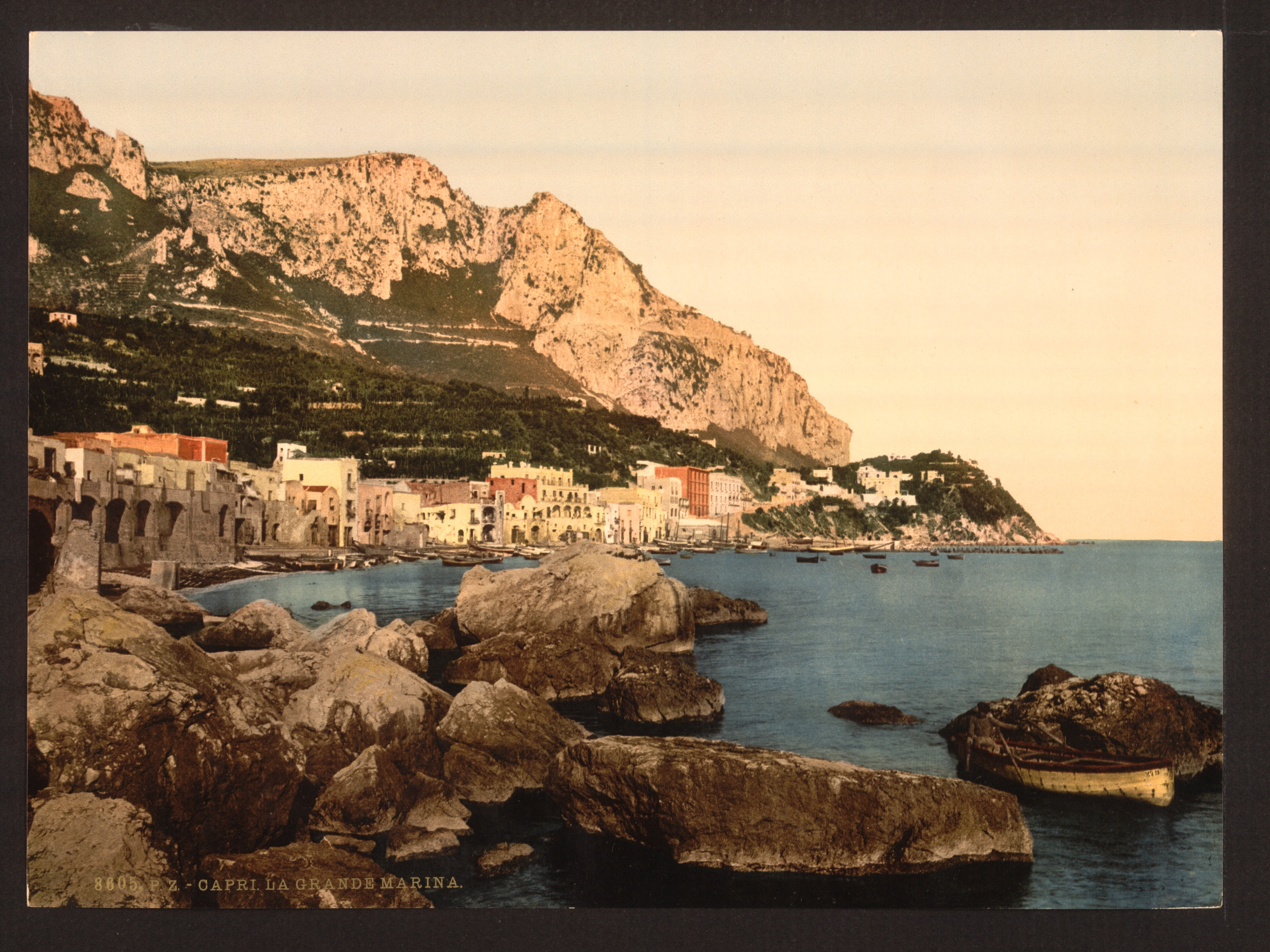
La marina tra il 1890 e il 1900

Capri è un comune italiano di 6 767 abitanti della città metropolitana di Napoli in Campania. È uno dei due comuni (insieme ad Anacapri) nei quali si divide amministrativamente l'isola di Capri.

## Geografia fisica
Si trova nell'omonima isola situata nel Golfo di Napoli. A Capri si trovano i noti faraglioni, rocce di dimensione gigantesca emergenti dal mare.

### Clima
Il clima caprese è di tipo mediterraneo, mite d'inverno e caldo-secco d'estate.

## Storia
Lo storico e geografo greco Strabone nella sua Geografia, riteneva che Capri (toponimo presumibilmente derivante dal termine latino capreae) fosse stata un tempo unita alla terraferma. Questa sua ipotesi è stata poi confermata sia dall'analogia geologica che lega l'isola alla penisola sorrentina sia da alcune scoperte archeologiche.
La colonizzazione greca di Capri affonda le sue origini nella leggenda. A partire dall'VIII secolo a.C., i Greci cominciarono a percorrere tutto il Golfo di Napoli e, secondo Livio (8, 22, 5-6), si insediarono inizialmente sull'isola d'Ischia e, sulla terraferma, a Cuma; solo più tardi giunsero a Capri.
Il ruolo rivestito da Capri in epoca romana fu notevole. La svolta storica dell'isola fu nel 29 a.C., quando Cesare Ottaviano, tornando dall'Oriente, sbarcò a Capri dove, secondo il racconto di Svetonio, una quercia vecchissima cominciò a dar segni di vita. Il futuro Augusto, interpretando questo come un segno favorevole, sottrasse Capri dalla dipendenza di Napoli (sotto la quale era posta dal 328 a.C.), scambiandola con la più grande e fertile isola di Ischia e facendola così diventare dominio di Roma (Vitae Caesarum, 2, 92).
Con la fine dell'epoca imperiale romana, Capri ritornò a far parte dello Stato napoletano e iniziò a diventare il centro di scorrerie e di saccheggi da parte di pirati.
A partire dal XIX secolo l'isola ebbe una nuova veste. Diventò meta di numerosi viaggiatori che la visitarono e ne ammirarono la natura e la celebre Grotta Azzurra, divenuta intanto famosa in tutto il mondo.
Tra il 1927 e il 1946 i due comuni dell'isola furono aggregati in un unico comune. Dopo il 2000 è stato riproposto il ritorno ad un'unica entità amministrativa sull'isola.

### Simboli
Lo stemma di Capri è stato riconosciuto con decreto del capo del governo del 28 gennaio 1938.
Il gonfalone, concesso con decreto del presidente della Repubblica del 4 maggio 1983, è un drappo troncato di bianco e di verde>

## Monumenti e luoghi d'interesse

### Architetture religiose
- Chiesa di San Costanzo;
- Chiesa di Santo Stefano;
- Chiesa di Sant'Anna;
- Chiesa di Santa Maria del Soccorso;
- Chiesa di San Michele;
- Chiesa di Sant'Andrea;
- Certosa di San Giacomo;
- Cimitero acattolico.

### Architetture civili
- Villa Malaparte
- Grand Hotel Quisisana

### Altri monumenti d'interesse
- Resti archeologici di Palazzo a Mare e Villa Jovis
- Giardini di Augusto, inizialmente noti col nome di giardini di Krupp, sono un parco cittadino.
- Scala Fenicia è una lunga e ripida scalinata in pietra che unisce il porto di Marina Grande con il centro abitato di Anacapri.
- Via Krupp è una delle strade più famose dell'isola, che collega il centro storico con la zona balneare di Marina Piccola.
- Piazza Umberto I che ha assunto nel tempo il ruolo di "salotto mondano".

### Aree naturali
- Arco Naturale è una struttura rocciosa presente, in forma di arco, formatasi sull'isola e di origine naturale
- Faraglioni sono tre picchi rocciosi posizionati a sud-est dell'isola, famosi in tutto il mondo grazie alla suggestiva e storica panoramica offerta dai giardini di Augusto.
- Grotta delle Felci è una grotta dove sono stati rinvenuti numerosi reperti databili dall'epoca neolitica fino all'età del Ferro.
- Punta Tragara

## Società

### Evoluzione demografica
Abitanti censiti

### Etnie e minoranze straniere
Secondo i dati ISTAT al 31 dicembre 2018 i cittadini stranieri residenti a Capri erano 833, corrispondenti all'11,6% della popolazione. Le nazionalità maggiormente rappresentate erano:
1. Sri Lanka 314 4,3%
2. Ucraina 204 2,8%
3. Romania 125 1,7%
4. Polonia 41 0,5%
5. Albania 20 0,2%

## Cultura

### Media
Sull'isola di Capri ha sede Television Broadcasting System, famosa per i canali Telecapri e Retecapri, esiste inoltre Radio Capri, che trasmette una programmazione musicale.

### Biblioteca comunale
La biblioteca comunale popolare Luigi Bladier è situata nella Certosa di San Giacomo, il complesso monastico costruito fra il 1371 ed il 1374 da Giacomo Arcucci, la cui storia è collegata direttamente alle vicende dell'isola, subendo diverse trasformazioni e restauri. La biblioteca è stata costituita nel 1958 ed il suo patrimonio librario ha incorporato quello della precedente Biblioteca "Forges Davanzati". Essa, da allora, è gestita direttamente dal Comune di Capri. Prende il nome da Luigi Bladier, docente di materie letterarie presso varie scuole dell'isola, che ha dedicato tutta la sua esistenza alla Biblioteca di cui è stato bibliotecario capo.

### Località

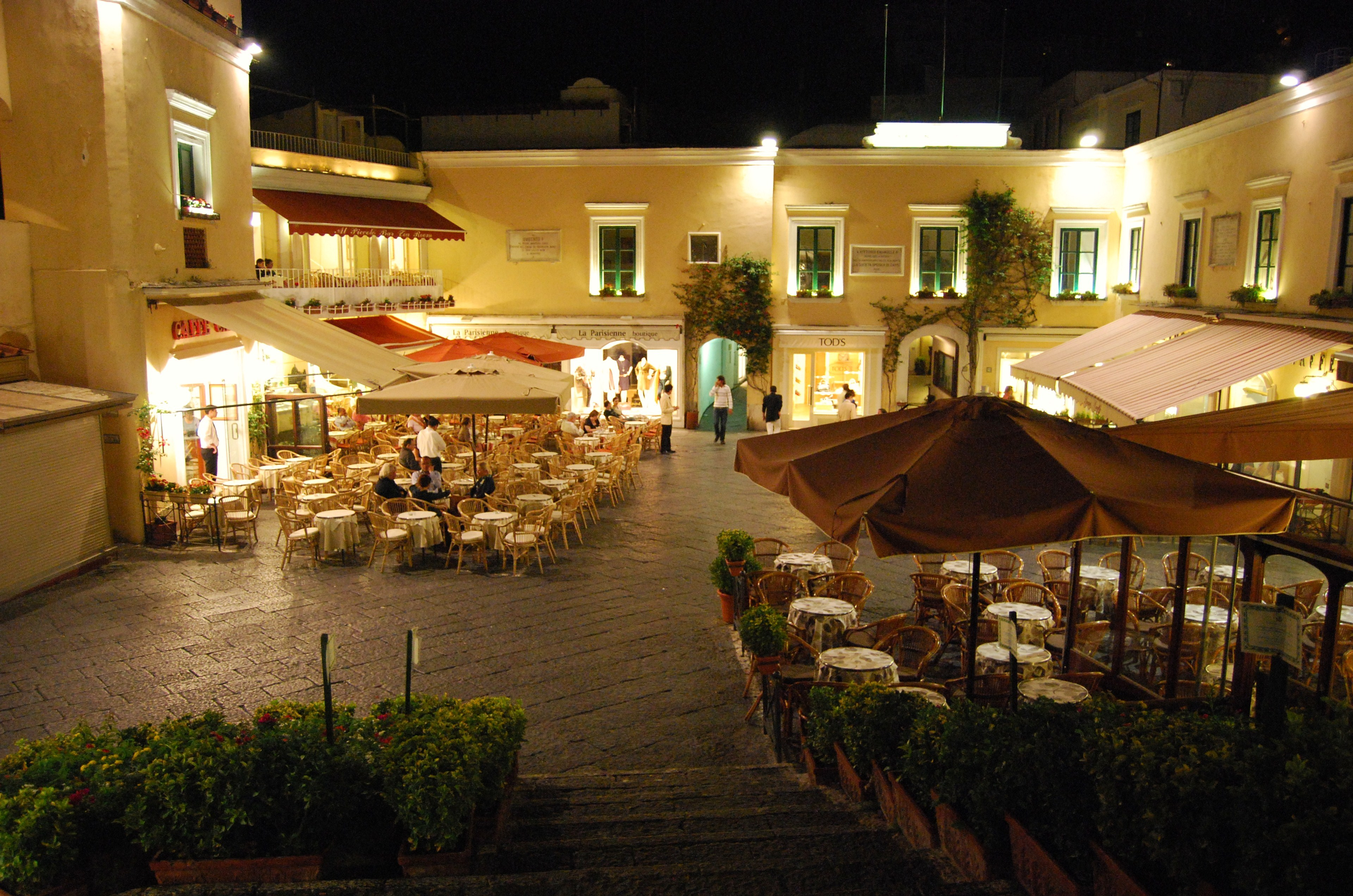
La nota "Piazzetta" (piazza Umberto I)

## Infrastrutture e trasporti
Il comune è servito dalla Funicolare di Capri che collega la zona di Marina Grande al centro dell'isola.
Il porto si trova a Marina Grande.

## Amministrazione
Di seguito è presentata una tabella relativa alle amministrazioni che si sono succedute in questo comune.
| Periodo        | Periodo        | Primo cittadino     | Partito              | Carica  | Note  |
| -------------- | -------------- | ------------------- | -------------------- | ------- | ----- |
| 8 aprile 1988  | 22 giugno 1989 | Saverio Valente     | Democrazia Cristiana | Sindaco | [ 7 ] |
| 17 luglio 1989 | 18 giugno 1990 | Marino Lembo        | Democrazia Cristiana | Sindaco | [ 7 ] |
| 18 giugno 1990 | 24 aprile 1995 | Costantino Federico | lista civica         | Sindaco | [ 7 ] |
| 24 aprile 1995 | 14 giugno 1999 | Costantino Federico | lista civica         | Sindaco | [ 7 ] |
| 14 giugno 1999 | 14 giugno 2004 | Costantino Federico | lista civica         | Sindaco | [ 7 ] |
| 15 giugno 2004 | 8 giugno 2009  | Ciro Lembo          | lista civica         | Sindaco | [ 7 ] |
| 8 giugno 2009  | 27 maggio 2014 | Ciro Lembo          | lista civica         | Sindaco | [ 7 ] |
| 27 maggio 2014 | 26 maggio 2019 | Giovanni De Martino | lista civica         | Sindaco | [ 7 ] |
| 26 maggio 2019 | 10 giugno 2024 | Marino Lembo        | lista civica         | Sindaco | [ 7 ] |
| 10 giugno 2024 | in carica      | Paolo Falco         | lista civica         | Sindaco | [ 7 ] |

## Galleria d'immagini

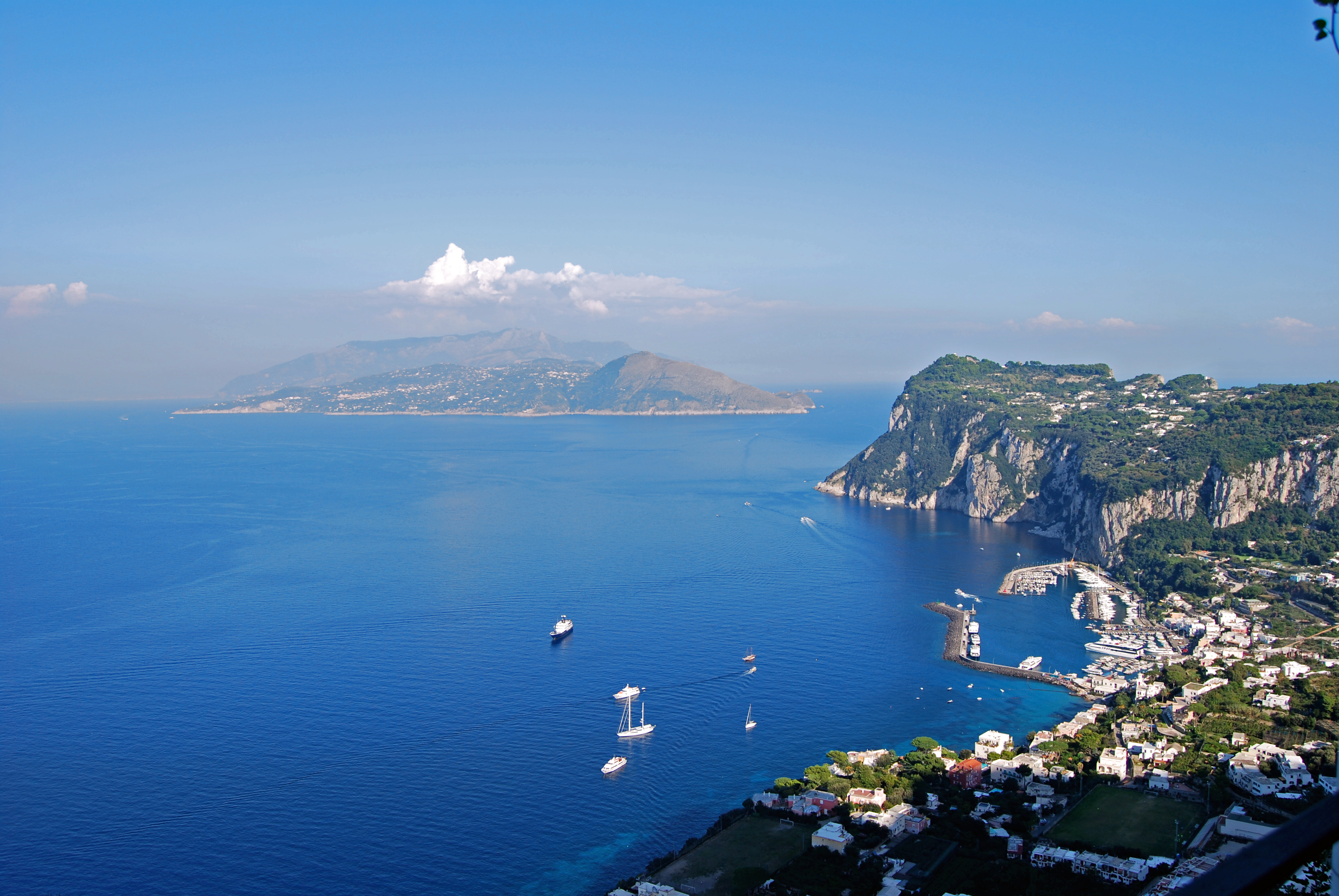
Panorama da villa San Michele
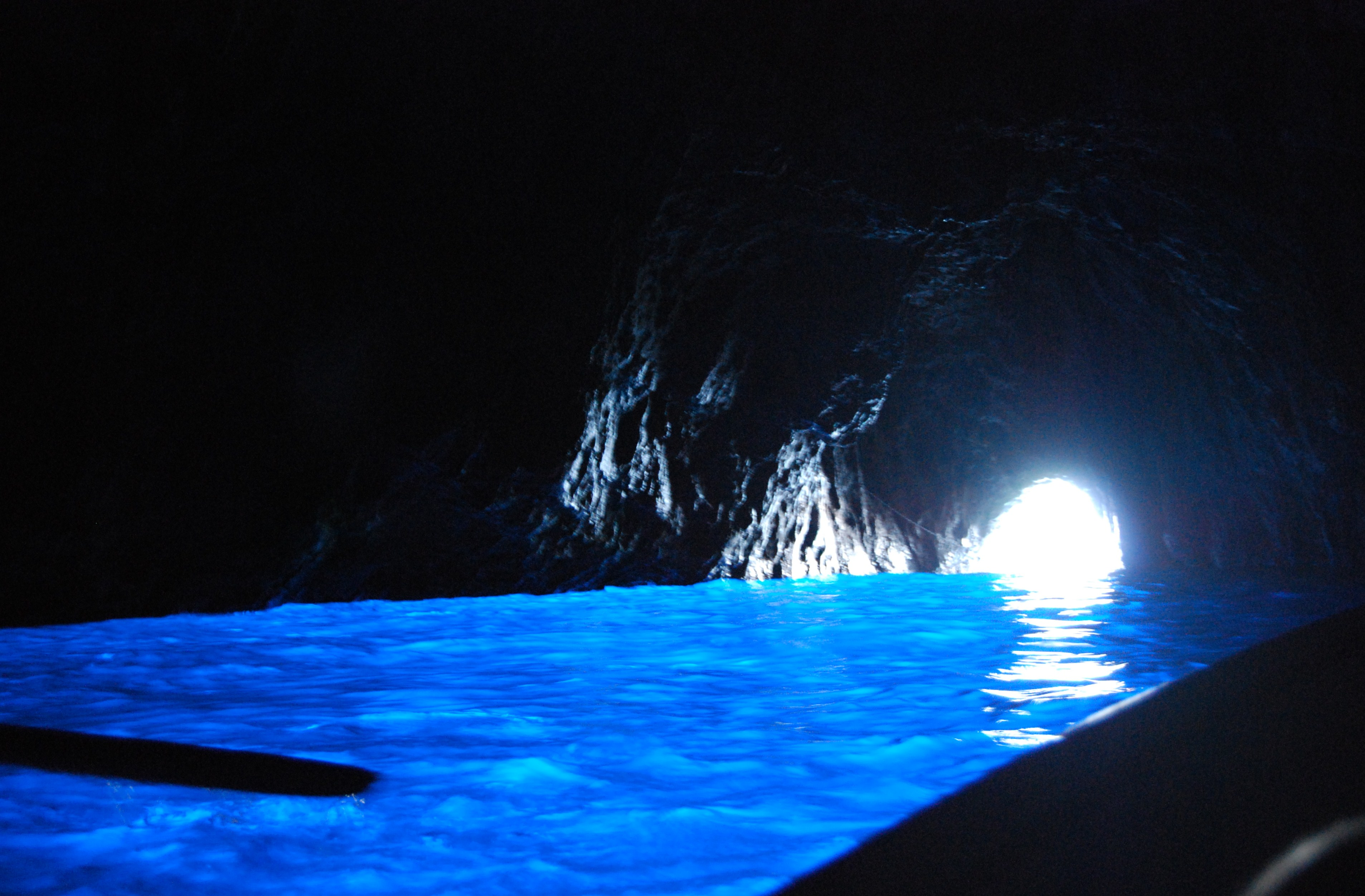
La grotta Azzurra
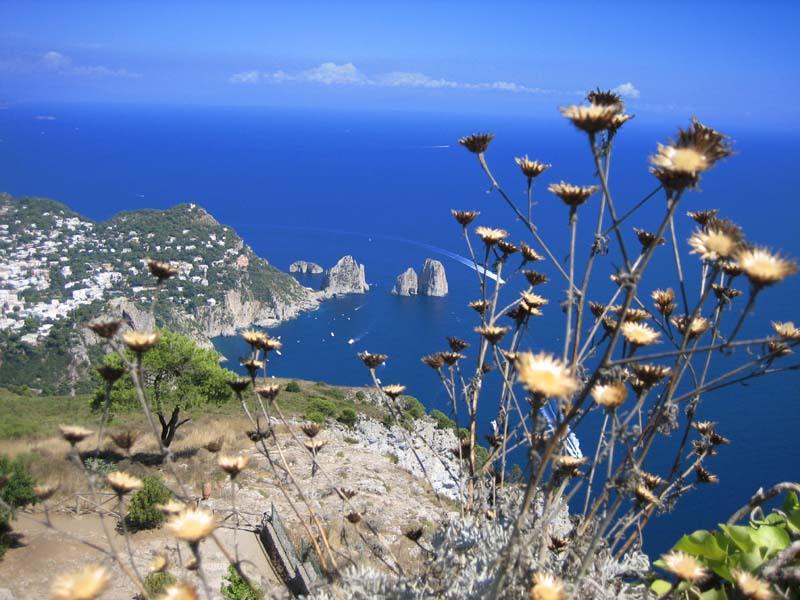
I faraglioni dal monte Solaro
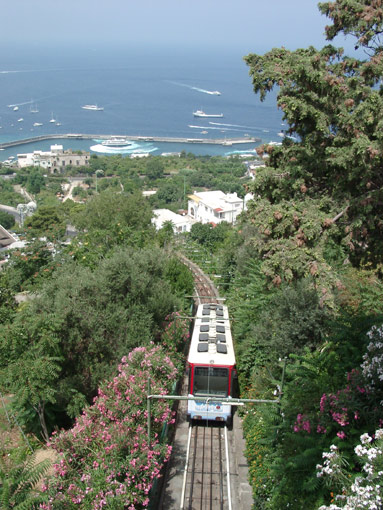
Funicolare Porto-Città
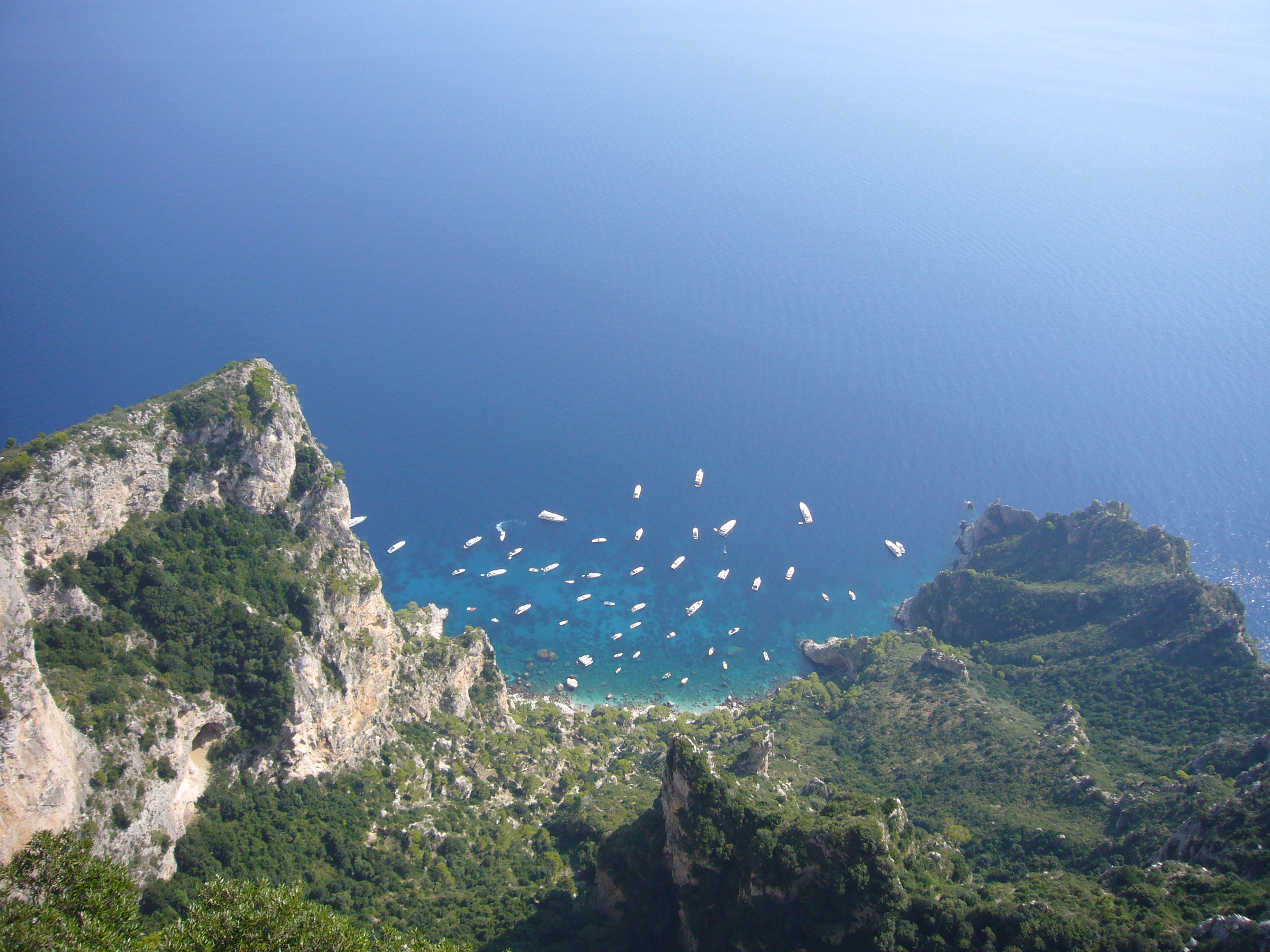
Veduta di Cala Ventroso dalla sommità del monte Solaro
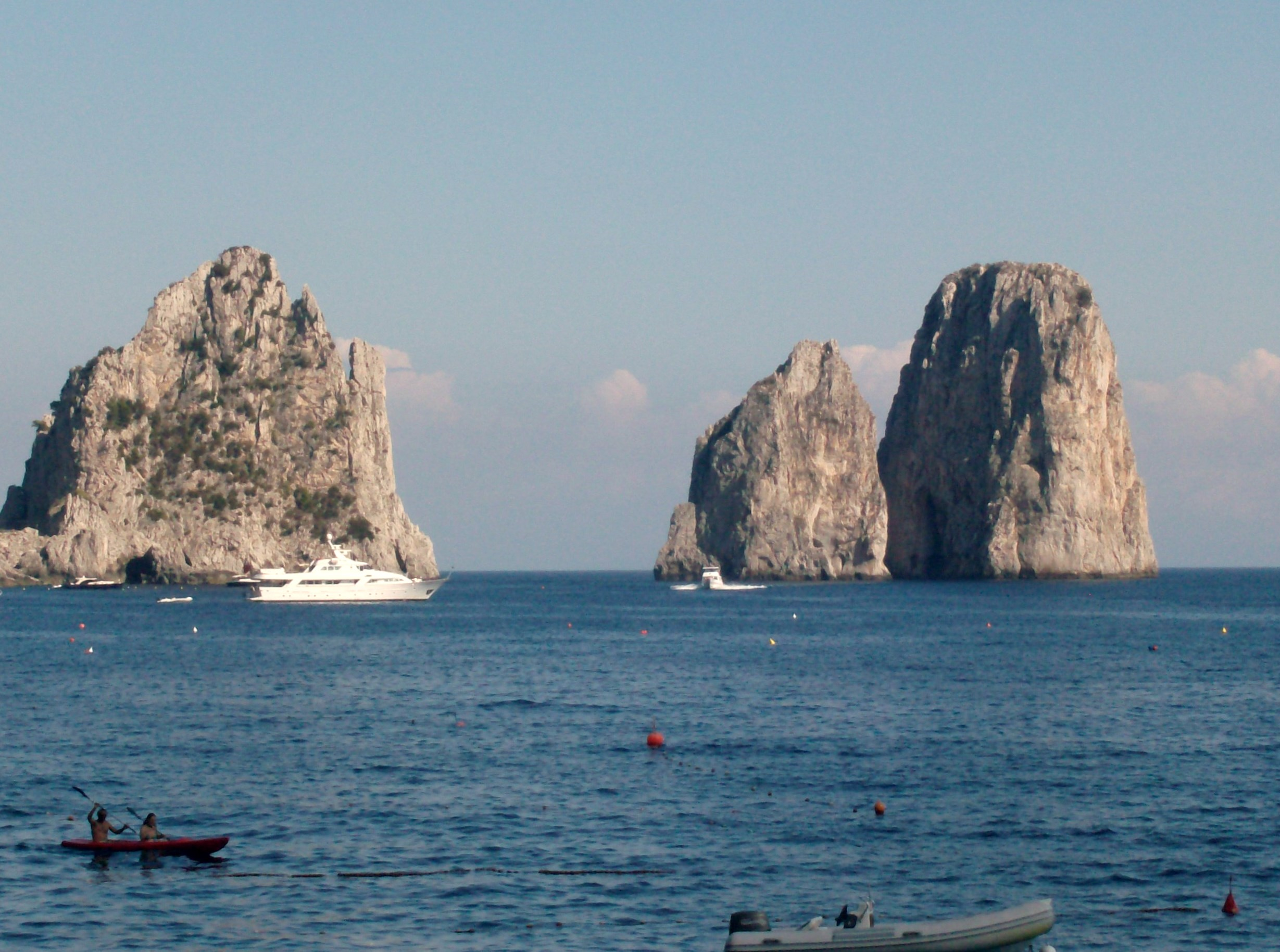
I Faraglioni visti dalla spiaggia
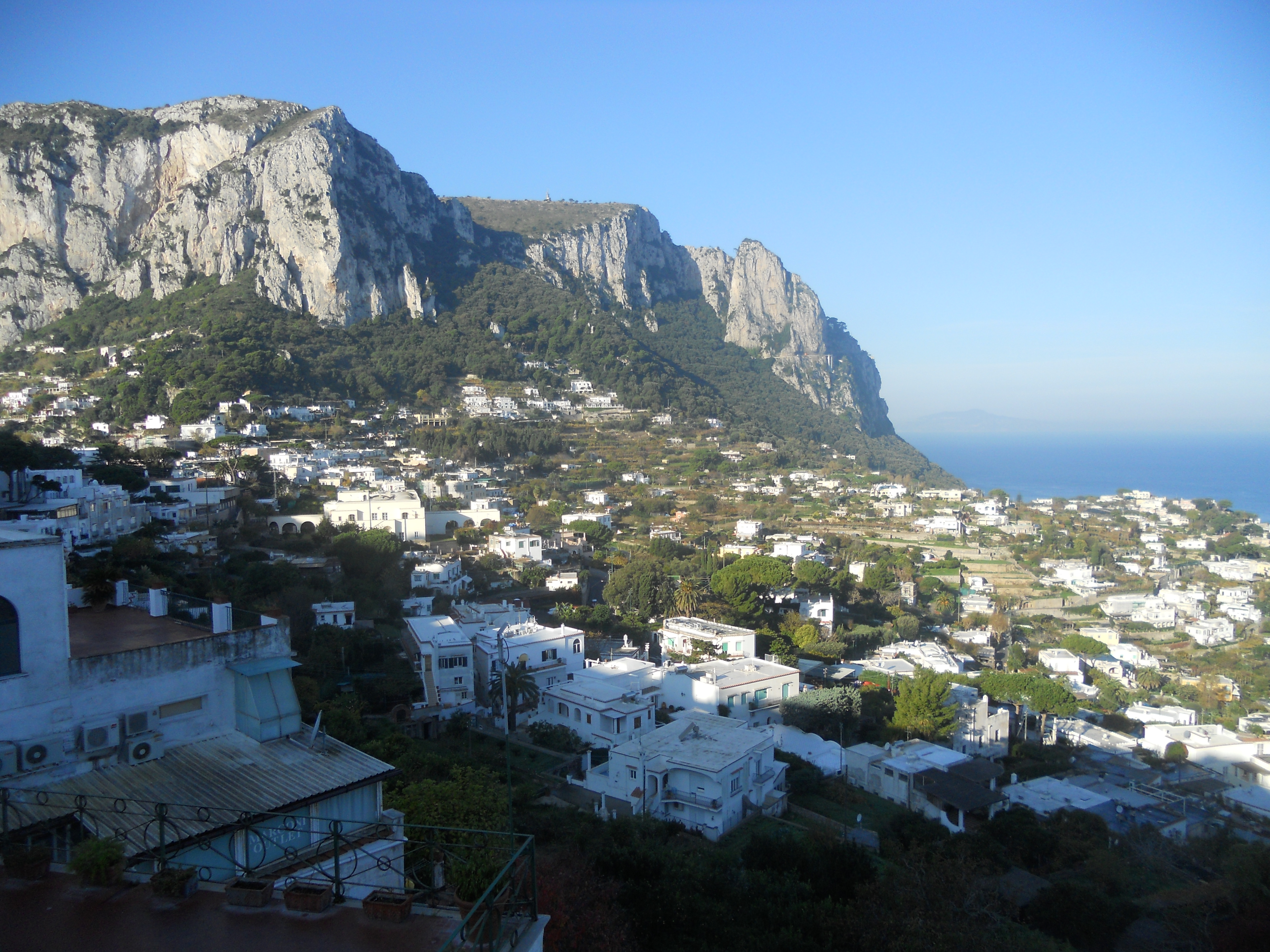
Veduta di Capri dalla Piazzetta
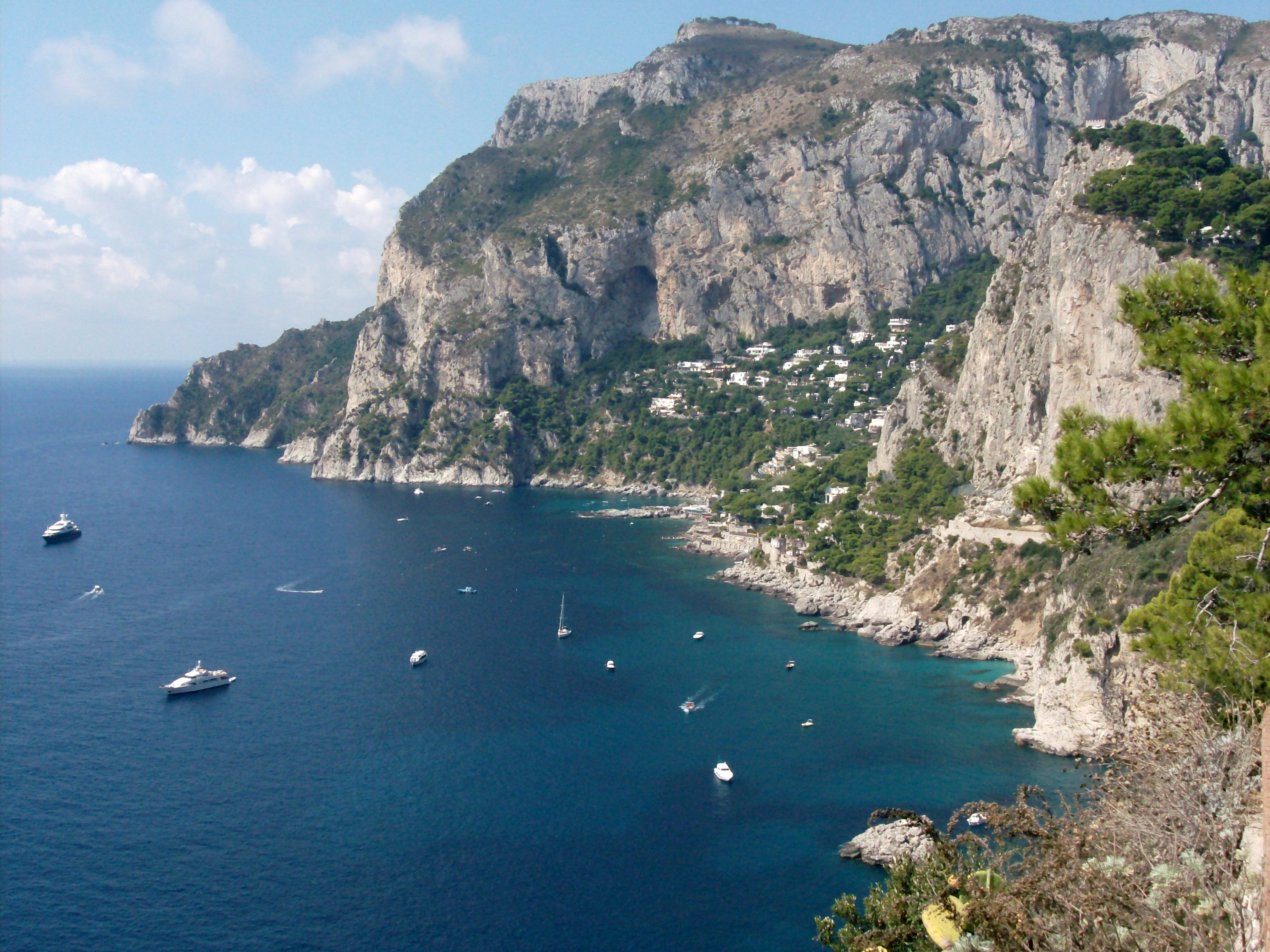
Golfo di Capri